# Florin Georgescu

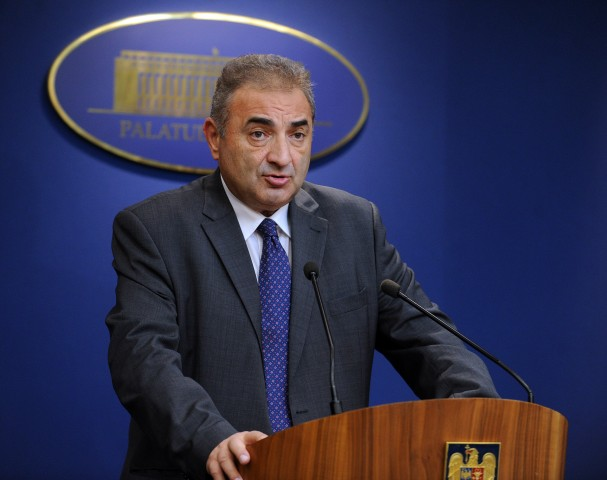
Florin Georgescu (2012)

Florin Georgescu (* 25. November 1953 in Bukarest) ist ein rumänischer Wirtschaftswissenschaftler und Politiker der Partidul Social Democrat (PSD), der unter anderem von 1992 bis 1996 Finanzminister sowie 2012 stellvertretender Ministerpräsident und Finanzminister war.

## Leben
Florin Georgescu begann nach dem Schulbesuch ein Studium an der Fakultät für Finanz- und Rechnungswesen der Wirtschaftsakademie Bukarest ASE (Academia de Studii Economice din București), welches er 1976 als Jahrgangsbester abschloss. Nach seinem Abschluss arbeitete er im Finanzministerium als Ökonom, Finanzinspektor, Dienststellenleiter und schließlich als Generaldirektor der Bukarester Staatskontrolldirektion (Direcţia Control de Stat Bucureşti). Parallel zu seiner beruflichen Tätigkeit war er außerordentlicher Professor an der ASE Bukarest, Abteilung Finanzen und Bankwesen. 1989 schloss er an der ASE seine Promotion zum Doktor der Wirtschaftswissenschaften mit Spezialisierung auf Finanzen und Geldumlauf ab und absolvierte zudem von August 1991 bis Mai 1992 mit einem Fulbright-Stipendium ein postgraduales Studium in Finanzmanagement an der University of Missouri–Kansas City. 
Georgescu war Mitglied der Partei der Sozialdemokratie Rumäniens PDSR (Partidul Democrației Sociale din România) und Mitglied des Zentralen Exekutivbüros der PDSR. Am 28. Mai 1992 wurde er zum Staatssekretär im Ministerium für Wirtschaft und Finanzen ernannt. Am 19. November 1992 wurde er von Ministerpräsident Nicolae Văcăroiu in dessen Kabinett berufen und bekleidete bis zum 11. Dezember 1996 die Ämter als Staatsminister (Ministru de stat) und Finanzminister (Ministrul finanțelor). Bei der Parlamentswahl am 3. November 1996 wurde er für die PDSR erstmals zum Mitglied der Abgeordnetenkammer (Camera Deputaților) gewählt und gehörte dieser nach seiner Wiederwahl am 26. November 2000 bis zu seinem Mandatsverzicht am 11. Oktober 2004 an, wobei er seit dem 30. Januar 2001 der aus der PSDR hervorgegangenen Sozialdemokratischen Partei PSD (Partidul Social Democrat) als Mitglied beigetreten war. In der zweiten Legislaturperiode war er bis zum 17. März 2004 Vorsitzender des Ausschusses für Haushalt, Finanzen und Banken und zwischen 2001 und 2002 Vorsitzender des Gemeinsamen Ausschusses der Abgeordnetenkammer und des Senats zur Kontrolle der Ausführung des Haushalts des Rechnungshofs.
Nach seinem Ausscheiden aus der Abgeordnetenkammer fungierte Florin Georgescu von 2004 bis 2024 als Erster Vizegouverneur und Mitglied der Rumänischen Nationalbank BNR (Banca Națională a României). Er war zugleich vom 7. Mai bis zum 21. Dezember 2012 stellvertretender Ministerpräsident (Vice Prim-Ministru) und Finanzminister im ersten Kabinett von Ministerpräsident Victor Ponta. Während der Staatskrise 2012 erklärte er, dass die Verhandlungen mit der Überprüfungsmission des Internationalen Währungsfonds IWF, der EU-Kommission und Weltbank wurden am 14. August 2012 „erfolgreich abgeschlossen“. Die Gespräche hätten insbesondere die wirtschafts- und finanzpolitischen Eckdaten bis zum 30. Juni fokussiert; Rumänien habe die Auflagen der internationalen Gläubiger erfüllt.

## Veröffentlichungen
- Finanțe publice, Mitautoren Iulian Văcărel, Florian Bercea und andere, EDP, Bukarest 1999.
- Starea economico-socială a României în anul 2000, Ed. Expert, 2002.
- Capitalul în România postcomunistă, 3 Bände, Editura Academiei Române, Bukarest 2018.